# Karacaören, Bünyan
Karacaören là một xã thuộc huyện Bünyan, tỉnh Kayseri, Thổ Nhĩ Kỳ. Dân số thời điểm năm 2008 là 239 người.